# Leptogenys rugosopunctata
Leptogenys rugosopunctata es una especie de hormiga del género Leptogenys, subfamilia Ponerinae.

## Taxonomía
Esta especie fue descrita científicamente por Karavaiev en 1925.